# Pedro Santamaría
Pedro Antonio Santamaría (fl. 1976), militar argentino conocido por ser partícipe activo del golpe de Estado su país del 24 de marzo de 1976. Como oficial de la Armada Argentina, alcanzó el rango de vicealmirante.

## Rol en el golpe de 1976
El 24 de marzo de 1976, a las cero horas, el helicóptero presidencial que transportaba a María Estela Martínez de Perón aterrizó en la base aérea del Aeroparque Metropolitano. La jefa de Estado ingresó al edificio de la base, donde Santamaría, junto a José Rogelio Villarreal y Basilio Lami Dozo, informaron a la presidenta de su destitución.
Entre abril de 1976 y diciembre de 1978, Santamaría ocupó el cargo de prefecto nacional naval (comandante de la Prefectura Naval Argentina). En enero de 1980, asumió la titularidad del Comando de Operaciones Navales